# Pachygnatha degeeri
Pachygnatha degeeri Sundevall, 1830 è un ragno appartenente alla famiglia Tetragnathidae.

## Distribuzione
La specie è stata rinvenuta in diverse località della regione paleartica

## Tassonomia
Non sono stati esaminati esemplari di questa specie dal 2005
Attualmente, a dicembre 2013, è nota una sola sottospecie:
- Pachygnatha degeeri dysdericolor Jocqué, 1977 - Marocco